# Eritromicin 3''-O-metiltransferaza
Eritromicin 3-O-metiltransferaza (EC 2.1.1.254, EryG) je enzim sa sistematskim imenom S-adenozil--metionin:eritromicin C 3-O-metiltransferaza. Ovaj enzim katalizuje sledeću hemijsku reakciju
(1) -adenozil--metionin + eritromicin C {\displaystyle \rightleftharpoons } -adenozil--homocistein + eritromicin A
(2) -adenozil--metionin + eritromicin D {\displaystyle \rightleftharpoons } -adenozil--homocistein + eritromicin B
Ovaj enzim metiliše poziciju 3 mikarozilne grupe eritromicina C, i formira najaktivniju formu antibiotika, eritromicin A.

## Literatura
- Nicholas C. Price; Lewis Stevens (1999). Fundamentals of Enzymology: The Cell and Molecular Biology of Catalytic Proteins (Third изд.). USA: Oxford University Press. ISBN 019850229X.
- Eric J. Toone (2006). Advances in Enzymology and Related Areas of Molecular Biology, Protein Evolution (Volume 75 изд.). Wiley-Interscience. ISBN 0471205036.
- Branden C; Tooze J. Introduction to Protein Structure. New York, NY: Garland Publishing. ISBN 0-8153-2305-0.
- Irwin H. Segel. Enzyme Kinetics: Behavior and Analysis of Rapid Equilibrium and Steady-State Enzyme Systems (Book 44 изд.). Wiley Classics Library. ISBN 0471303097.

## Spoljašnje veze
- -O-methyltransferase Erythromycin+3-O-methyltransferase на 